# IC 4798
IC 4798 је лентикуларна галаксија у сазвјежђу Паун која се налази на листи објеката дубоког неба у Индекс каталогу.
Деклинација објекта је - 62° 7' 4" а ректасцензија 18h 58m 21,0s. Привидна величина (магнитуда) објекта IC 4798 износи 12,2 а фотографска магнитуда 13,2. IC 4798 је још познат и под ознакама ESO 141-15, IRAS 18536-6211, PGC 62630.